# Der bewegte Mann
Der bewegte Mann ist eine deutsche Filmkomödie von 1994, die auf dem gleichnamigen Comic und dem Nachfolgeband Pretty Baby von Ralf König basiert.

## Handlung
Als Doro ihren Freund Axel erneut in flagranti mit einer anderen Frau erwischt, wirft sie ihn aus der gemeinsamen Wohnung. Doch als er weg ist, merkt sie, dass sie von Axel schwanger ist, und möchte ihn heiraten.
Axel, auf der Suche nach einer Bleibe für die Nacht, lernt in einer Männergruppe den schwulen Walter kennen, der den Wohnungssuchenden zu einer Party einlädt. Dort lernt er dessen ebenfalls schwulen Bekannten Norbert kennen und zieht bei diesem ein. Die beiden fühlen sich zu Axel hingezogen. Axel ist jedoch heterosexuell und liebt nach wie vor Doro.
Als Doro die Suche nach Axel fast aufgeben will, findet sie ihn und den nackten Norbert, der fälschlicherweise gedacht hatte, auf Gegenliebe zu stoßen, bei sich zu Hause. Sie ist zuerst schockiert, später kommen sie und Axel aber doch wieder zusammen und heiraten noch vor der Geburt des gemeinsamen Sohnes.
Axel kann mit der hochschwangeren Doro nicht schlafen, und als Norbert und Walter in Frauenkleidern auf der Hochzeit auftauchen, wird Doro misstrauisch. Axel ist entgegen ihrer Befürchtung zwar nicht schwul, aber er trifft seine Ex-Freundin Elke und verabredet sich mit ihr in Norberts Wohnung.
Als Doro ihrem Mann nachspioniert, findet sie ihn in Norberts Wohnung nackt und regungslos auf einem Tisch kauernd. Er hatte zuvor ein Zuchtbullen-Mittel zur Steigerung des Geschlechtstriebs genommen, welches ihn jedoch vor dem eigentlichen Akt außer Gefecht setzte.
Als dann auch noch bei Doro die Wehen einsetzen, bringt Norbert sie ins Krankenhaus, wo sie ihr Baby zur Welt bringt. Walter liefert Axel nach, als dieser wieder zu sich kommt. Doro ist zwar wütend auf Axel, dieser zeigt sich jedoch zuversichtlich, die Sache wieder in den Griff zu bekommen.

## Hintergrund
Der Film entstand nach den Comics Der bewegte Mann und Pretty Baby von Ralf König. Mit über 6,5 Millionen Kinobesuchern in Deutschland ist er einer der erfolgreichsten deutschen Filme und wurde im Kinojahr 1994 nur von den US-amerikanischen Produktionen Der König der Löwen und Forrest Gump überflügelt.
Trotz oder auch wegen des Kassenerfolgs entstand Kritik an dem Film, auch von König selbst. Obwohl in der Buchvorlage von Ralf König sowohl Hetero- als auch Homosexuelle durch eine überspitzte Darstellung karikiert werden, betrifft dies im Film nur die schwulen Protagonisten, sodass der Blickwinkel des Films für den Massenmarkt in die Heteronormativität gerückt wird.
Max Raabe hat gleich zu Filmbeginn einen Auftritt mit seinem Palastorchester und wurde so erstmals weithin bekannt. Auch der Soundtrack zum Film stammt von ihm.

## Kritiken
- Lexikon des internationalen Films: „Eine mit viel Gespür für Situationskomik inszenierte Verwechslungskomödie, die zwar kein Klischee ausläßt und das Milieu mit Karikaturen überzeichnet, dabei aber durchaus gehobene Unterhaltung bietet.“[1]

- Prisma Online: „Sönke Wortmanns Film avancierte mit mehr als vier Millionen Kinobesuchern zum erfolgreichsten deutschen Film 1994 – eine spritzige Komödie, in der herzhaft gelacht werden kann. Die Deutschen können keine Komödien drehen, hieß es immer wieder. Hier wird daran erinnert, dass es Lichtblicke gibt – ein durchweg gelungenes Chaos von Trieben und Gefühlen zwischen Männern und Frauen, von dem seinerzeit 35-jährigen Sönke Wortmann schön schrill und mit Händchen für Komik in Szene gesetzt.“[2]

## Auszeichnungen
- Deutscher Filmpreis in Gold als bester Film
- Deutscher Filmpreis für Joachim Król als bester Schauspieler
- Deutscher Filmpreis für Sönke Wortmann als bester Regisseur
- Bambi (1995)
- Bayerischer Filmpreis
- Goldene Leinwand (1994 und 1995)
- Gilde-Filmpreis in Silber in der Kategorie deutscher Film (geteilt mit Mario und der Zauberer)
- Jupiter in der Kategorie Bester Film (national)